# Błotniarka stawowa
Błotniarka stawowa (Lymnaea stagnalis) – gatunek ślimaka z rodziny błotniarkowatych (Lymnaeidae). W Polsce jest gatunkiem niezagrożonym.

## Rozmieszczenie
Europa, głównie południowa i środkowa, Azja Mniejsza, południowa Azja do Indii oraz niektóre tereny Ameryki Południowej, Ameryki Północnej (Kanada, USA) i Afryki Północnej (Maroko). Introdukowane populacje w Australii i Nowej Zelandii. Jest to gatunek kosmopolityczny.

## Cechy
Ciało składa się z głowy, worka trzewiowego oraz nogi (główny narząd ruchu). U tego mięczaka (podobnie jak u innych) brak jest symetrii ciała.

### Głowa
Głowa jest wyraźnie oddzielona w przedniej części od nogi, na górnej części głowy usytuowane są trójkątne czułki stanowiące narząd zmysłu ślimaka. U nasady czułków znajdują się parzyste oczy. Otwór gębowy w dolnej stronie, posiada tarkę (radulę) – narząd gębowy, biorący udział w pobieraniu pokarmu. Worek trzewiowy okryty jest płaszczem. Płaszcz pokryty jest muszlą odzwierciedlającą kształt worka trzewiowego. W obrębie płaszcza zlokalizowana jest jama płaszczowa zwana też jamą płucną usytuowana przed sercem. Do jamy uchodzą narządy wydalnicze, otwór odbytowy oraz narządy rozrodcze. Brzegi jamy są cewkowato wydłużone, tworząc rurkę oddechową (syfon).

### Muszla

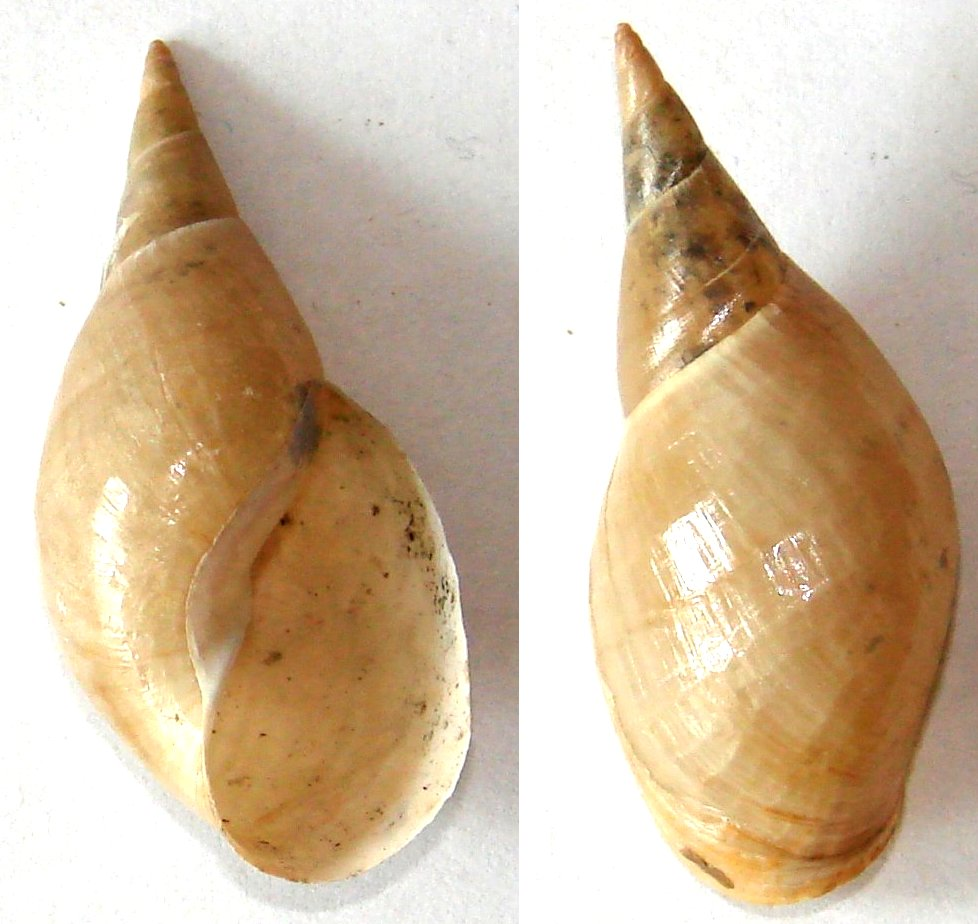
Muszla błotniarki stawowej

Muszla to jedna z charakterystycznych cech w budowie błotniarki. Długość muszli waha się między 50–70 milimetrów, szerokość muszli: 20–30 milimetrów. Muszla jest wydłużona i skręcona prawoskrętnie. Kolor ciała i muszli osobników dorosłych charakteryzuje się barwami od brunatnej do czarnej. Osobniki młode mają muszle żółtą, przeźroczystą, przez którą widoczne są narządy wewnętrzne, sprawiające wrażenie jakby muszlę pokrywały nieregularne plamy. 
Muszla zbudowana jest z trzech warstw: warstwy na zewnątrz periostrakum – złożonej z konchioliny, środkowej warstwy – strakum, zbudowanej z kryształków węglanu wapnia, wykazujących strukturę pryzm oraz warstwy wewnętrznej  hipostrakum – również składającej się z węglanu wapnia ale w postaci cienkich blaszek załamujących światło tworzące warstwę perłową.
Cechy muszli przy okazji mają znaczenie ochronne, a wewnętrzna warstwa jest miejscem zaczepu mięśni wciągających nogę do wewnątrz. Błotniarki nie posiadają wieczka, które u wielu ślimaków stanowi element ochronny zamykając muszlę po wciągnięciu ciała ślimaka do wewnątrz.

### Noga
Kolejnym ważnym organem błotniarki jest noga. Noga jest spłaszczona, podeszwowata, mięsista – służy do pełzania (w pełni wykształcona). Posiada narządy śluzowe wydzielające śluz  warunkujący sprawniejsze poruszanie się ślimaka.

## Rozród

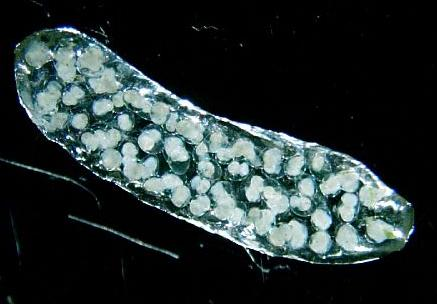
Embriony w jajach

Błotniarka jest gatunkiem hermafrodytycznym – posiada narządy rozrodcze męskie i żeńskie, najczęstszy typ zapłodnienia to zapłodnienie krzyżowe, samozapłodnienie jest rzadkie. Jest gatunkiem jajorodnym. Pełny rozwój zarodkowy zachodzi w jajach składanych w kokonach na zewnątrz. 

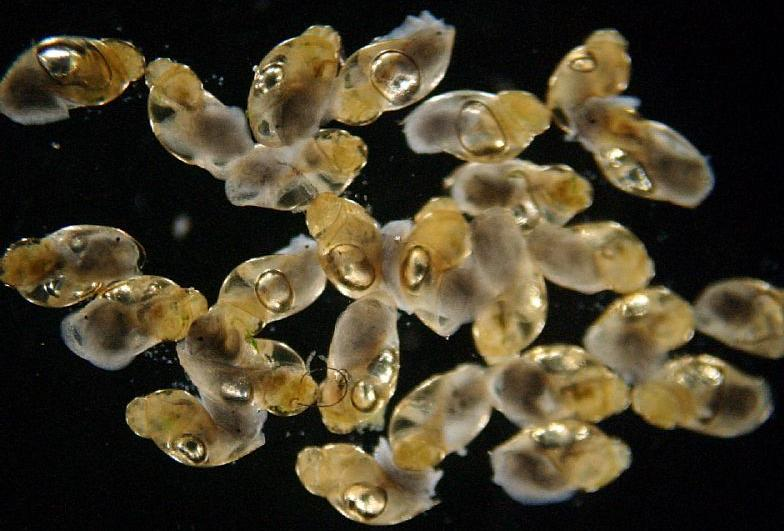
Osobniki juwenilne po wylęgu

Błotniarka składa kokony zawierające od 36 – 200 czasem więcej jaj, każdy kokon (kapsuła) składa się z gęstego płynu otaczającego jaja i mukopeptydowej – galaretowatej otoczki stanowiącej osłonę i barierę chroniącą jaja przed niekorzystnymi warunkami zewnętrznymi oraz będącej buforem dla stabilnego rozwoju embrionów. Kokony przytwierdzane są do podłoża; najczęściej do pędów roślin wodnych, kamieni i części stałych w zbiornikach wodnych. 
Rozróżniane są dwa typy rozwoju: tj. rozwój zarodkowy, gdzie jaja bruzdkują całkowicie – spiralnie i rozwój ten jest zdeterminowany oraz rozwój prosty, podczas którego brak jest wolnożyjących form larwalnych.

## Tryb życia
Ten gatunek ślimaka jest tzw. gatunkiem płucodysznym, tj. oddycha powietrzem atmosferycznym gromadzonym pod płaszczem. Ze względu, że oddycha powietrzem atmosferycznym, od czasu do czasu wypływa na powierzchnię wody. Maksymalnie żyje ok. 3–4 lata.

## Środowisko i pożywienie
Błotniarka stawowa to ślimak słodkowodny stawów i jezior, bardzo licznie reprezentowany we wszelkich typach zbiorników słodkowodnych. Żywi się pokarmem zarówno roślinnym, jak i mięsnym, szczególnie martwą materią organiczną (czasem padliną zwierząt).

## Błotniarka jako bioindykator
Błotniarka stawowa jest wrażliwa na zmiany chemizmu wód, szczególnie wrażliwe kryterium stanowi rozwój embrionalny oraz okres adaptacji form juwenilnych w okresie wykluwania. Dlatego jest dobrym wskaźnikiem stanu środowiska wodnego (szczególnie pod względem skażenia).